# Љубичастозелена красница
Љубичасто-зелена красница (Russula cyanoxantha) је врста јестиве печурке. Насељава и листопадне и четинарске шуме. Расте од јула до октобра. У Србији има статус строго заштићене врсте према Правилнику о прогашењу строго заштићених и заштићених дивљих врста биљака, животиња и гљива.

## Опис
- Шешир је љубичастозелене боје, по чему је и добила назив. Пречника до 15 цм, меснат заобљен па раширен и удубљен у средини.[2]

Russula cyanoxantha 192.jpg|thumb|Russula cyanoxantha
- Листићи су еластични, густи, бели, али помало и плавичасти. При додиру се не ломи, што је одваја од неких сличних врста.[2]

Russula cyanoxantha 19.jpg|thumb|Russula cyanoxantha
- Дршка је бела, чврста, месната и крта. Величине 10 x 3,5 цм.[2]

- Месо је веома чврсто, бело, али касније постаје бледосиво. Веома је укусно, али нема мирис. Препоручује се да се спрема на жару.[2]

## Мере опреза
Ову врсту је могуће заменити са зеленом пупавком.
|  | Опис гљиве у овом чланку није потпун нити је довољан за коректну и сигурну идентификацију гљиве. Непажњом врло лако се јестиве гљиве могу помешати са отровним. Уколико се поједу отровне уместо јестивих гљива, може доћи до тешких оштећења појединих органа, или до смрти оног који их је појео. Aко желите да скупљате гљиве, не препоручује се коришћење описа из овог чланка за препознавање, већ да се обавестите о изгледу и начину препознавања код неког стручњака за гљиве. |

## Сродне врсте
| наш назив           | латински назив |
| ------------------- | -------------- |
| зелена красница     |                |
| златна красница     |                |
| голубача            |                |
| бледа красница      |                |
| модролисна красница |                |
| шумска бљувара      |                |
| жучна красница      |                |
| смрдача             |                |
| жута красница       |                |
| глинаста красница   |                |
| црнкаста красница   |                |
| мочварна красница   |                |
| трпка красница      |                |
| јестива красница    |                |

Познато је око 700 врста рода Russula.